# Wikipedia tiếng Bosnia
Wikipedia tiếng Bosnia (tiếng Bosnia: Wikipedia na bosanskom jeziku) là phiên bản tiếng Bosnia của Wikipedia, điều hành bởi Wikimedia Foundation. Phiên bản ngôn ngữ này được mở cửa vào ngày 12 tháng 12 năm 2002, và bài viết đầu tiên là Matematika. Đến ngày 4 tháng 11 năm 2008, phiên bản này có trên 25.200 bài viết. Ngày 30 tháng 9 năm 2016, phiên bản này đã có 70.000 bài viết, và vào 18 tháng 7 năm 2025 là 95.000 bài viết.

## Cộng đồng
Vào ngày 17 tháng 2 năm 2007, thành viên của Wikipedia tiếng Bosnia đã tổ chức một cuộc họp mặt tại Sarajevo. Những hoạt động như thế này dần trở nên thường lệ hơn, sau đó là những cuộc gặp mặt vào các năm 2008 và 2011.